# Arben Bajraktaraj
Arben Bajraktaraj (Isniq, 1973. november 28. –) koszovói albán származású francia színész. 

## Élete és pályafutása
1996 óta aktív. Számos francia filmben látható volt, de nemzetközileg sikeres alkotásokban is feltűnt, legismertebb szerepei Antonin Dolohov halálfaló a Harry Potter-filmsorozatból (5-8. rész), valamint Marko Hoxha a 2008-as Elrabolva című akciófilmből. Pályafutása során leginkább negatív szerepekben tűnt fel, maffiózók, bűnözők szerepeiben.

## Főbb filmszerepei
- La chatte à deux têtes (2002)
- Sex Traffic (2004) – Thaki
- Au bout du quai (2004) – Ibrahim
- Vadászpilóták (2005) – Fredericks
- Harry Potter és a Főnix Rendje (2007) – Antonin Dolohov, halálfaló
- Les bleus: premiers pas dans la police (1 epizód, 2007) – Akim Tasko
- Eden Log (2007) – technikus
- Elrabolva (2008) – Marko
- Les Insoumis (2008) – Marinescu
- Flics (1 episode, 2008) – Vlad
- Korkoro (2009) – Darko
- Verso (2009) – Besim
- Des hommes et des dieux (2010) – horvát munkás
- Elle s'appelait Sarah (2010) – M. Starzynski
- Harry Potter és a Halál ereklyéi 1. (2010) – Antonin Dolohov
- Polisse (2011) – jugoszláv menekült
- Welcome to Hoxford: The Fan Film (2011, rövidfilm) – Warden Gordon Barken
- Le Jour de la grenouille (2011)
- To Redemption (2012) – Valmir
- Man on Asphalt (2012)
- The Woman Who Brushed Off Her Tears (2012) – Lucien
- Mains armées (2012) – Gustav Alana
- Superstar (2012) – Lolita Club, társ
- L'homme qui rit (2012) – Hardquanone
- La Cité rose (2012) – Gitan
- La mante religieuse (2012) – Stan
- Joséphine (2013) –
- The Hero (2014) – Hero
- Dix pour cent (2015, TV Series) – Gabor Pajevski